# Saint-Mandé-sur-Brédoire
Saint-Mandé-sur-Brédoire là một xã trong tỉnh Charente-Maritime trong vùng Nouvelle-Aquitaine, tây nam nước Pháp. Xã Saint-Mandé-sur-Brédoire nằm ở khu vực có độ cao trung bình 87 mét trên mực nước biển.